# Quai de la Rapée
Quai de la Rapée – stacja linii nr 5 metra  w Paryżu. Stacja znajduje się w 12. dzielnicy Paryża.  Została otwarta 13 kwietnia 1906.